# ISO 15836
L'ISO 15836 est une norme internationale qui décrit l'ensemble des éléments de métadonnées Dublin Core qui traitent de la description de ressources informatiques. Son intitulé est « Information et documentation - L'ensemble des éléments de métadonnées Dublin Core ».
Elle correspond au tronc commun de métadonnées adopté par le gouvernement américain en 1995 (voir Dublin Core).
Cette norme est applicable à toute application informatique qui contient des métadonnées pour l'interopérabilité et l'accès aux ressources informatiques (traçabilité, gestion de la preuve, comptabilisation, archivage…), couplée avec la norme ISO/CEI 11179 sur les registres de métadonnées.
Elle est disponible en anglais depuis 2002 et en français depuis 2003.
Son utilisation est très répandue dans les systèmes gouvernementaux aux États-Unis et au Canada. En France, elle est surtout utilisée dans les applications de Gestion électronique des documents (GED) ou dans les Systèmes d'archivage électronique (SAE).
Plus généralement, cette norme est applicable à toute application informatique qui contient des métadonnées pour l’interopérabilité et l’accès aux ressources informatiques (traçabilité, gestion de la preuve, comptabilisation, archivage…).